# 克鼠灵
克灭鼠（英語：或 coumafuryl）是一种香豆素衍生物，分子式C17H14O5，是华法林的结构类似物，常用作鼠药
。